# قولبة نووية

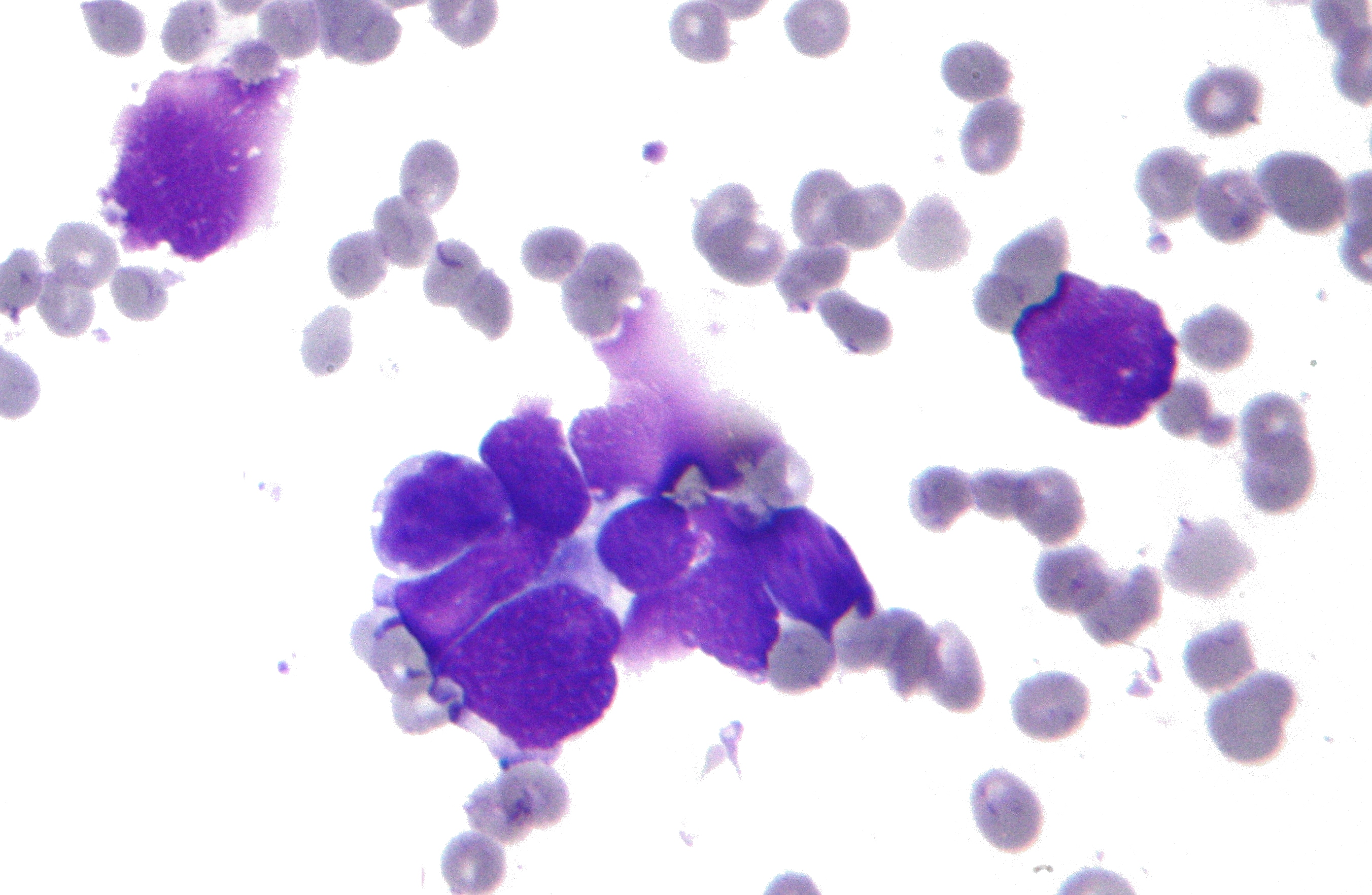
صورة مجهرية للسرطان صغير الخلايا توضح الخلايا ذات القولبة النووية. عينة إف إن إيه «عينة شفط بالإبرة النحيفة». صبغة حقلية.

في علم أمراضالأنسجة، تكون القولبة النووية (nuclear moulding)، والتي تُعرف أيضًا باسم الصب النووي، عبارة عن تطابق أنوية الخلايا المتجاورة مع بعضها البعض.
وتُعد القولبة النووية سمةً للأورام السرطانية صغيرة الخلايا، وهي مفيدةٌ على وجه الخصوص في التمييز بين الأورام السرطانية صغيرة الخلايا والأورام السرطانية غير صغيرة الخلايا، أي السرطان الغدي (adenocarcinoma) والسرطان حرشفي الخلايا (squamous carcinoma).